# All Shall Perish
All Shall Perish — американський дезкор гурт з Північної Каліфорнії заснований 2002 року. На даний момент гурт підписаний на Nuclear Blast, де було випущено чотири альбоми колективу.

## Учасники гурту
| Теперішні - Mike Tiner – бас-гітара (2002–наш час) - Francesco Artusato – гітара (2010–наш час) - Adam Pierce – ударні (2010–наш час) | Колишні - Craig Betit – вокал (2002–2003) - Caysen Russo – ритм-гітара (2002–2003) - Matt Kuykendall – ударні (2002–2010) - Ben Orum – ритм-гітара (2002–2012) - Chris Storey – гітара (2003–2009) - Hernan "Eddie" Hermida – вокал (2003–2013) - Jason Richardson – гітара (2009–2010) |

## Дискографія
Студійні альбоми
- Hate.Malice.Revenge (2003)
- The Price of Existence (2006)
- Awaken the Dreamers (2008)
- This Is Where It Ends (2011)

## Відеографія
| Рік  | Назва                                   | Продюсер      |
| ---- | --------------------------------------- | ------------- |
| 2003 | "Deconstruction"                        |               |
| 2006 | "Eradication"                           | Richie Valdez |
| 2008 | "Never... Again" (currently unreleased) | Gary Smithson |
| 2011 | "There Is Nothing Left"                 | David Brodsky |